# 10458 Sfranke
10458 Sfranke este un asteroid din centura principală de asteroizi.

## Descriere
10458 Sfranke este un asteroid din centura principală de asteroizi. A fost descoperit pe 2 septembrie 1978 la Observatorul La Silla de Claes-Ingvar Lagerkvist. Asteroidul prezintă o orbită caracterizată de o semiaxă mare de 2,35 ua, o excentricitate de 0,19 și o înclinație de 1,4° în raport cu ecliptica.